# パルヴィーズ・ジャライェル
パルヴィーズ・ジャライェル (ペルシア語:  پرویز جلایر、ラテン表記:Parviz Jalayer、1939年10月6日 - 2019年7月6日) は、イランのテヘラン出身の元男子重量挙げ選手。 メキシコシティオリンピックの67.5キロ級重量挙げ銀メダリスト。

## 主な競技歴
- オリンピック銀メダリスト（1968）
- 世界選手権銅メダリスト（1966）
- アジア大会金メダリスト（1966）